# Folkets hus, Kalix

Folkets hus i Kalix, även skrivet Kalix Folkets Hus, ligger i centrala Kalix. Huset invigdes 1992 och drevs fram till år 2018 av Kalix Folketshusförening. Verksamheten drivs sedan dess tills vidare av Kalix kommun som äger lokalerna.

## Verksamhet
Kommunfullmäktige i Kalix beslutade den 2 april 2019 att Kalix fritids- och kulturnämnd ska driva Kalix Folkets Hus i egen regi under perioden 2019–2021. Under 2022 togs ett nytt beslut om att nämnden ska ha fortsatt drift till minst år 2025. I april 2025 ska ett nytt beslut tas för att sedan genomföras under verksamhetsåret 2026.
Några av de verksamheter som finns i byggnaden: 
- Kalix Konsthall
- Komvux- och vuxenutbildningen i Kalix
- Fritidsgården Frizon
- Kalix bibliotek
- Kafé Ankaret

Evenemang som brukar anordnas vid Folkets hus årligen är konserter, loppisar, Kalix barnfest, Kalix Pride, Midnattsolstrampen, Kalix sommarkalas och skolavslutningar med mera. 

## Historik
Det tidigare Folkets hus fanns i en byggnad som hette Kaskad i närheten av dagens hus. Det var Sixten Isaksson och Ingvar Åhl som startade Kaskad i slutet av 1960-talet, och drev dansstället som blev ett uppsving för Kalix uteliv. Efter några år drev Sixten Isaksson verksamheten i egen regi och i mitten av 1970-talet avslutade han verksamheten, och det var någon gång därefter som det blev Folkets hus. 
Kaskad plockades senare ner och flyttades till Holmträsk. Även flera andra byggnader i området fick rivas för att ge plats åt det nya Folkets hus, bland annat Engmans hyreshus, senare Sennströms hyreshus. Det fanns även ett bostadshus vid Folkets hus-parkeringen som senare revs på 2000-talet.

### Namnbyte
Efter att kommunen tog över Folkets husföreningens verksamhet inkom en motion i oktober 2019 till kommunfullmäktige om förslag att ändra namnet till Östra Norrbottens kultur- och konferenscenter. Fullmäktige beslutade 14 oktober 2019 att lämna motionen till Fritids- och kulturnämnden för beredning. Nämndens beslut var sedan att rekommendera att kommunstyrelsen föreslår till kommunfullmäktige att motionen ska avslås.